# Долгий (остров)
До́лгий — длинный и узкий остров в Печорском море на юго-востоке Баренцева моря. В административном отношении принадлежит к Ненецкому автономному округу Архангельской области. Его протяжённость составляет 38 км, а ширина — всего 4 км. Южный конец острова расположен лишь в 12 км от северного побережья материка. Ландшафт плоский, характеризован тундрой с многочисленными небольшими озёрами и прудами. Соседние острова — Матвеев и Голец на севере и Большой Зеленец на юге. Остров входит в состав Ненецкого государственного природного заповедника. На острове находится «Сибирское кладбище» паломников с Оби на Соловки и два языческих святилища ненцев.

## Топографические карты
- Лист карты R-40-XXIII,XXIV Бухта Лямчина. Масштаб: 1 : 200 000. Состояние местности на 1976 год. Издание 1982 г.
- Лист карты R-40-XXIX,XXX Варандей. Масштаб: 1 : 200 000. Указать дату выпуска/состояния местности.